# Курты (приток Мокрого Индола)
Курты (также Куртинская, Куртинская балка, Куртина; укр. Курти, крымскотат. Qurt, Къурт) — малая река (балка) в северо-восточном Крыму, правый приток реки Мокрый Индол. Длина реки 12 километров с площадью бассейна 17,7 км², по другим данным площадь водосбора 20,5 км². Средний расход воды в реке — 0,047 м³/с, объём стока — 1,48 млн м³, озёрность реки 0,37, максимальный расход — 49,6 м³/с, максимальный объём стока — 1,91 млн м³, уклон реки 57,9 м/км.

## Название
Название речке, судя по доступным источникам, было присвоено картографами в XX веке, по существовавшему в балке старинному селению Курт: на картах 1817, 1842 и 1865 годов речка не подписана, а в «Списке населённых мест Таврической губернии по сведениям 1864 года» Курт записан, как деревня при безъименном ручье. На километровой карте Генштаба Красной армии 1941 года и двухкилометровке РККА 1942 года ни ручей, ни балка названия также не имеют.

## Описание
Исток реки находится в пределах восточной части Главной гряды Крымских гор, на восточных склонах хребта Орта-Сырт, из источника Куртинский, в урочище Эски-Юрт, на высоте 512 м над уровнем моря. Течёт почти в северном направлении по Куртинской балке (отсюда второе название реки). Речка маловодна, что Николай Рухлов объяснял высокой водопроницаемостью ложа балки, по пути пополняется немногочисленными родниками. Впадает в реку Мокрый Индол справа, в 1,2 км от устья, на северной окраине села Курское, Белогорского района, на высоте 217 м, образуя, вместе с Мокрым Индолом и другим притоком — Салы, обширную плодородную Кишлавскую котловину. Водоохранная зона реки установлена в 100 м